# Tita
Milton Queiroz da Paixão (sinh ngày 1 tháng 4 năm 1958), còn được biết với tên Tita, là một cầu thủ bóng đá người Brasil.

## Đội tuyển bóng đá quốc gia Brasil
Tita thi đấu cho đội tuyển bóng đá quốc gia Brasil từ năm 1979-1990.

## Thống kê sự nghiệp
| Đội tuyển bóng đá Brasil | Đội tuyển bóng đá Brasil | Đội tuyển bóng đá Brasil |
| Năm                      | Trận                     | Bàn                      |
| ------------------------ | ------------------------ | ------------------------ |
| 1979                     | 4                        | 2                        |
| 1980                     | 3                        | 1                        |
| 1981                     | 7                        | 2                        |
| 1982                     | 0                        | 0                        |
| 1983                     | 8                        | 1                        |
| 1984                     | 2                        | 0                        |
| 1985                     | 0                        | 0                        |
| 1986                     | 0                        | 0                        |
| 1987                     | 0                        | 0                        |
| 1988                     | 0                        | 0                        |
| 1989                     | 6                        | 0                        |
| 1990                     | 1                        | 0                        |
| Tổng cộng                | 31                       | 6                        |